# Hodor
Hodor é uma personagem fictícia  da série de fantasia épica As Crônicas de Gelo e Fogo, do escritor norte-americano George R. R. Martin, e da série de televisão Game of Thrones. Introduzida no primeiro livro da saga, A Game of Thrones (1996), ele reaparece em A Clash of Kings (1998), A Storm of Swords (2000) e A Dance with Dragons (2011). Hodor é um homem enorme e um servo simplório da Casa Stark, a casa governante de Winterfell, a velha fortaleza no Norte do reino ficcional de Westeros. Ele é um "gigante gentil" conhecido por este nome porque, misteriosamente, "Hodor" é a única palavra que consegue falar. Nos livros, seu nome de nascimento é Walder e na série de televisão, Wylis.
Na série de televisão exibida pela HBO ele é interpretado pelo ator norte-irlandês Kristian Nairn.

## Perfil
Hodor é um simplório cavalariço do estábulo da Casa Stark, conhecido por todos como "Hodor" porque é a única palavra que consegue pronunciar, mas que entende tudo que lhe dizem. Ele tem mais de 2,10 m  de altura, olhos e barba castanhos, pelos espessos em todo peito e acreditam que pode ser descendente de gigantes. Ele é amigável, gentil, tem um temperamento infantil e possui grande força mas reluta em usá-la contra outros. Depois que Bran Stark fica paralítico em  A Game of Thrones, Hodor recebe a função de passar a carregá-lo numa grande tipoia amarrada em suas costas. Velha Ama, bisavó dele, revela a Bran que seu nome verdadeiro é Walder.

## Nos livros
Em A Game of Thrones, quando Bran Stark cai da torre e se torna paralítico, ele precisa de um meio de se locomover por Winterfell. Meistre Luwin cria uma cesta como tipoia que pode ser presa nas costas de Hodor e onde Bram pode ser carregado pelo gigante que a partir daí ele se torna o meio de transporte de Bran. Porém, sendo um homem limitado cerebralmente, às vezes ele se esquece de sua força e de que Bran está na cesta e o bate por todo lado, machucando-o. 
Em A Clash of Kings, Hodor se esconde nas criptas do castelo com Bran, Rickon,  Osha,  Meera Reed e Jojen Reed depois que Theon Greyjoy toma Winterfell, fingindo que tinham escapado do lugar. Mais tarde eles deixam as criptas para encontrar Winterfell toda destruída pelos invasores. Após uma conversa com Luwin, que agoniza, fica decidido que Bran e Rickon, os dois filhos menores de Ned Stark, precisam ser separados. Hodor então segue para o Norte, para  A Muralha, carregando Bran, junto com Jojen and Meera.
Em A Storm of Swords, Hodor e seu grupo estão fugindo para o Norte quando alcançam Nightfort e encontram Samwell Tarly, da Patrulha do Noite; Samwell os conduz através de uma passagem secreta no fundo de um poço que os leva ao norte da Muralha, onde encontram-se com Coldhands, uma misteriosa e enigmática figura sobre um cavalo coberta por um manto. 
Em A Dance with Dragons eles chegam à caverna do  Corvo-de-Três-Olhos, mas são emboscados por Mortos-Vivos na entrada dela; Bran usa suas habilidades de troca-pele para entrar dentro da mente de Hodor e lutar com as Criaturas mas desmaia e acorda dentro da caverna. Ela é protegida por magia contra as criaturas e Os Outros; dentro dela, Hodor e o grupo encontram as Crianças da Floresta remanescentes e o Corvo-de-Três-Olhos e Bran continua a entrar dentro dele para explorá-la mais profundamente. Hodor se acostumou com a presença de Bran em sua mente, embora ainda sinta medo quando isso acontece, e se retira para um lugar onde Bran não pode alcançá-lo.

## Na televisão

### 1ª temporada (2011)
Hodor se alinha em fila com o resto dos empregados e da família Stark em Winterfell para receber o rei Robert Baratheon, sua família e sua corte, que vem visitar Ned Stark e convidá-lo para ser a Mão do Rei.  Depois que Bran cai da torre (empurrado por Jaime Lannister, o que ninguém sabe) e fica paralítico e desmemoriado, ele passa a carregá-lo nas costas, numa grande tipoia. Tyrion Lannister recebe Hodor e Bran no grande salão de Winterfell e fala dos planos de criar uma sela especial para que ele possa montar mesmo paralisado e dias depois depois Hodor explode animadamente no quarto do menino carregando uma sela especial nova. Depois, ele se banha nu na piscina de Godswood enquanto Bran reza ao lado. Ele é visto por Osha que diz a Bran que Hodor deve ter sangue de gigantes nele. Quando Hodor quer ir embora da piscina, Bran o lembra que ele está nu e deve se vestir.

### 2ª temporada (2012)
Depois de carregar Bran em seus passeios pelos domínios de Winterfell, onde o menino começa a ter visões e estranhos sonhos, achando que é seu lobo-gigante "Verão" e vendo o mundo através dele,
tem a visão de que o mar tomará Winterfell matando todos. Um determinado dia o castelo é atacado pelos soldados de Theon Greyjoy e Hodor carrega Bran para as criptas subterrâneas  onde se escondem com o irmão mais novo de Bran, Rickon Stark, e um pequeno grupo. Quando saem veem que o castelo foi saqueado, incendiado e destruído pelos invasores e Hodor foge para o Norte puxando Bran deitado numa maca, para procurar Jon Snow, o irmão mais velho que serve na Patrulha da Noite na  Muralha, em busca de segurança.

### 3ª temporada (2013)
Hodor continua rumo ao Norte com Bran, Meera e Jojen Reed, órfãos de um nobre súdito dos Stark encontrados no caminho, para procurar não mais Jon mas o  Corvo-de-Três-Olhos de acordo com as visões e sonhos de Bran.

### 4ª temporada (2014)
Hodor, Bran, Meera e Jojen conseguem chegar ao Acampamento de Craster, e são capturados por patrulheiros amotinados. Ele é acorrentado num poste e atormentado pelos homens que chegam a a lhe furar a perna com uma lança quando ele tenta ajudar Bran. Depois ele é acorrentando em outro abrigo com outros prisioneiros. Quando Bran é raptado por  Locke, um mercenário da Casa Bolton, ele entra na mente de Hodor e o usa para estrangular e matar o bandido. Hodor liberta os outros que escapam e acabam chegando à caverna do Corvo-de-Três-Olhos.

### 6ª temporada (2016)
Bran descobre através de visões do passado que, quando era um menino, Hodor se chamava Wylis e agia e falava normalmente. Quando a caverna é invadida pelos Caminhantes Brancos e os Mortos-Vivos enquanto está vendo o passado, ele entra com sua mente em Hodor para fazê-lo o carregar para fora e para a segurança. Quando eles fogem por uma passagem através de uma porta, Meera ordena a Hodor que segure a porta para conter as Criaturas até que eles possam fugir. Do passado antes mesmo de Bran nascer, vem a visão de Hodor, então o jovem Wylis, tendo uma convulsão no pátio de Westeros, repetindo seguidamente a frase "Hold the Door!" (Segure a porta!), "Holdoor!", até que ela se resume a "Hodor!". No presente, Hodor segura a porta até Bran e Meera conseguirem fugir sendo morto pelas Criaturas quando elas conseguem finalmente destruir a porta e invadir a caverna.

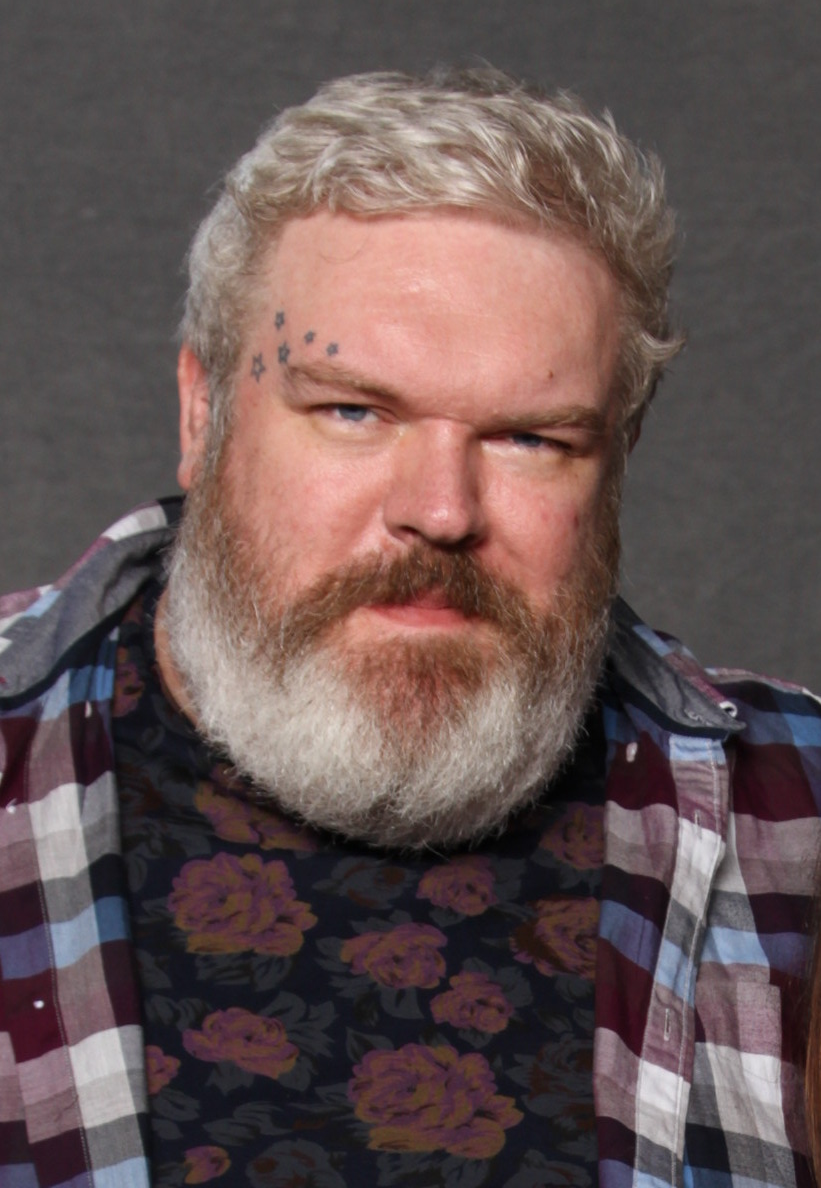
Kristian Nairn é Hodor em GoT.

## Crítica
Hodor é interpretado na série de tv pelo ator Kristian Nairn. A personagem diz apenas "Hodor" em toda a série mas, segundo Kristian, ele descobriu 70 maneiras diferentes de dizê-lo. O episódio "The Door" (A Porta) da 6ª temporada, onde Hodor morre e seu passado é revelado, recebeu aclamação da crítica especializada. Matt Flower da IGN escreveu em sua resenha: "Dirigido pelo principal diretor da extinta série Lost, Jack Bender, "The Door" nos traz uma das mortes mais emocionais de Game of Thrones até hoje. Principalmente porque a cena em si estava ligada a uma grande revelação da origem de tudo e abrindo uma nova avenida de misticismo de viagem no tempo. E veio no final de uma sequência de ação muito eficaz envolvendo zumbis, Caminhantes Brancos e o Rei da Noite."
Michael Calia do Washington Post escreveu: "A série apresentou um de seus episódios mais dolorosos, espetaculares e alucinantes."